# Brachystoma punctata
Brachystoma punctata är en tvåvingeart som först beskrevs av Giovanni Antonio Scopoli 1763.  Brachystoma punctata ingår i släktet Brachystoma och familjen Brachystomatidae.
Artens utbredningsområde är Italien. Inga underarter finns listade i Catalogue of Life.